# Ischnoptera mirella
Ischnoptera mirella es una especie de cucaracha del género Ischnoptera, familia Ectobiidae. Fue descrita científicamente por Hebard en 1920.
Habita en Panamá.